# Drapeau de Herm
Le drapeau de Herm est l'étendard officiel de l'île de Herm. 

## Description
Le drapeau de l'île de Herm est blanc avec une croix de saint Georges rouge. Dans le canton supérieur gauche se trouve un bandeau reprenant les armoiries de Herm. Le drapeau de l'île de Herm a été créé par le vexillologiste britannique William Crampton en 1952. Il a été officiellement adopté en 1953. Avant vers 1951, Herm utilisait un drapeau bleu avec les armoiries de Guernesey.